# USS Wagner (DER-539)
USS Wagner (DER-539) là một tàu hộ tống khu trục lớp John C. Butler từng phục vụ cùng Hải quân Hoa Kỳ trong Chiến tranh Thế giới thứ hai. Nó là chiếc tàu chiến duy nhất của Hải quân Hoa Kỳ được đặt cái tên này, theo tên Binh nhì William Daniel Wagner (1924–1942), người từng phục vụ cùng đội vệ binh vũ trang biệt phái cùng tàu buôn SS Steel Navigator, đã tử trận khi Steel Navigator bị tàu ngầm Đức U-610 đánh chìm tại Đại Tây Dương vào ngày 19 tháng 10, 1942. Chưa hoàn tất khi cuộc xung đột chấm dứt, việc chế tạo Wagner (DE-539) bị trì hoãn đến năm 1954 khi con tàu được hoàn tất theo cấu hình tàu hộ tống khu trục cột mốc radar và phục vụ cho đến năm 1960. Con tàu cuối cùng bị bán để tháo dỡ, hoặc đã bị đánh chìm như một mục tiêu.

## Thiết kế và chế tạo
Lớp John C. Butler được thiết kế nhằm đáp ứng nhu cầu một số lượng lớn nhưng rẻ tiền của một kiểu tàu hộ tống chống tàu ngầm để hộ tống các đoàn tàu vận tải vượt đại dương. Chúng có chiều dài chung 306 foot (93,3 m), mạn tàu rộng 36 foot 10 inch (11,2 m) và mớn nước 13 foot 4 inch (4,1 m), trọng lượng choán nước tiêu chuẩn 1.350 tấn Anh (1.372 t), và lên đến 1.745 tấn Anh (1.773 t) khi đầy tải, với một thủy thủ đoàn bao gồm 14 sĩ quan và 201 thủy thủ. Con tàu được vận hành bởi hai turbine hơi nước hộp số Westinghouse; hơi nước được cung cấp bởi hai nồi hơi "D" Express, tạo ra công suất 12.000 mã lực càng (8.900 kW) và cho phép đạt được tốc độ tối đa 24 hải lý trên giờ (44 km/h; 28 mph). Nó có tầm hoạt động 6.000 hải lý (11.000 km; 6.900 mi) ở tốc độ đường trường 12 hải lý trên giờ (22 km/h; 14 mph).
Dàn vũ khí chính bao gồm hai tháp pháo 5-inch/38 caliber đa dụng nòng đơn, được dẫn đường bởi hệ thống điều khiển hỏa lực Mark 51; vũ khí phòng không gồm hai khẩu đội Bofors 40 mm L/60 nòng đôi và mười khẩu Oerlikon 20 mm nòng đơn cũng được dẫn đường bởi hệ thống Mark 51. Ngoài ba ống phóng ngư lôi 21 inch (533 mm), vũ khí chống ngầm bao gồm hai đường ray thả mìn sâu, tám máy phóng mìn sâu K-gun cùng một dàn súng cối chống ngầm Hedgehog. Con tàu được trang bị sonar kiểu QC, radar dò tìm mặt biển SL và radar dò tìm không trung SA.
Wagner được đặt lườn như là chiếc DE-539 tại Xưởng hải quân Boston ở Boston, Massachusetts vào ngày 8 tháng 11, 1943. Nó được hạ thủy vào ngày 27 tháng 12, 1943, cùng một ngày với tàu chị em Vandivier (DER-540), và được đỡ đầu bởi bà Alfred Thomas. Việc thay đổi ưu tiên chế tạo trong chiến tranh, và rồi cắt giảm nhu cầu sau chiến tranh đã khiến việc hoàn thành con tàu bị dừng lại vào ngày 17 tháng 2 1947 khi nó mới hoàn tất được 61,5%. Nó được đưa về thành phần dự bị và bị bỏ không cho đến ngày 1 tháng 7, 1954, khi con tàu được chọn để cải biến thành một tàu hộ tống khu trục cột mốc radar. Nó được kéo trở lại Xưởng hải quân Boston, xếp lại lớp thành DER-539, và được cho nhập biên chế cùng Hải quân Hoa Kỳ vào ngày 22 tháng 11, 1955 dưới quyền chỉ huy của Hạm trưởng, Thiếu tá Hải quân Edward A. Riley.

## Lịch sử hoạt động
Khởi hành từ Boston  để đi sang vùng biển Caribe vào ngày 4 tháng 1, 1956, Wagner tiến hành việc chạy thử máy huấn luyện tại Roosevelt Roads, Puerto Rico. Quay trở lên phía Bắc, nó gia nhập Hải đội hộ tống 18 và hoạt động từ cảng nhà Newport, Rhode Island, và cho đến năm 1959 đã phục vụ tại các trạm canh phòng trên hàng rào Đại Tây Dương trong Đường cảnh báo sớm từ xa - (DEW: Distant Early Warning) Line - nhằm cảnh báo sớm khả năng bị máy bay ném bom chiến lược hay tên lửa đạn đạo đối phương tấn công. Nó xen kẻ các giai đoạn tuần tra tại trạm canh phòng với những lượt ghé căn cứ dọc theo vùng bờ Đông để tiếp liệu và bảo trì sửa chữa, cùng những đợt huấn luyện ôn tập tại vùng biển Tây Ấn.
Sau khi vai trò cảnh báo sớm được các hệ thống cảm biến tiên tiến hơn đảm nhiệm, Wagner được đưa về biến chế dự bị vào ngày 31 tháng 3, 1960, được chuyển đến Sabine Pass, Texas vào ngày 1 tháng 4, và được cho xuất biên chế vào tháng 6, 1960. Con tàu bị bỏ không trong thành phần Hạm đội Dự bị Đại Tây Dương cho đến khi được rút tên khỏi danh sách Đăng bạ Hải quân vào ngày 1 tháng 11, 1974, Nó cuối cùng bị bán để tháo dỡ vào ngày 12 tháng 9, 1977 hoặc có thể bị đánh chìm như mục tiêu